# نادي جازيللي
نادي جازيللي أو نادي غزالة هو نادي كرة قدم تشادي لعب في دوري أبطال أفريقيا في سنة 2013 وخسر من نادي الزمالك المصري بنتيجة 7–0.

## المشاركات الحالية
- دوري أبطال أفريقيا 2020–21